# Augusto Bezerra
Augusto Bezerra de Assis Filho (Aracaju, 26 de abril de 1953) é um político brasileiro.

## Biografia

### Vida familiar
É filho de Augusto Bezerra de Assis e de Maria Bernadete Celestino, sendo o filho do meio de uma família de cinco filhos.
Em 1980 casou-se com Fátima Monte Alegre Felipe Bezerra, com quem teve três filhas.

### Vida acadêmica
Em 1970, então com 17 anos de idade, foi aprovado no Vestibular para a Universidade Federal de Sergipe, onde cursou Química Industrial.

### Carreira
Entre 1972 a 1973, foi professor de Química na rede estadual de educação.
Em 1980 implantou Curso Pre-Vestibular Unificado, transformado em 1983 em Colégio Unificado. No ano de 1983 tornou-se presidente do Clube Esportivo Sergipe.[carece de fontes?]
No ano de 1986, concorreu a deputado estadual pelo PMDB, obtendo cerca de 4.000 votos. Entre os anos de 1987 e 1990 foi presidente da Sergiportos e Secretário de Estado do Trabalho no Governo de Antônio Carlos Valadares. Após eleger-se vereador de Aracaju em 1996, pelo PMN, voltou ao PMDB em 1998, por onde obteve uma vaga de deputado estadual, com 13.948 votos, sendo o parlamentar mais votado na capital.[carece de fontes?] Ainda em 1998, foi coordenador da campanha de Albano Franco para o Governo de Sergipe, durante o segundo turno.
Em 2002, reelegeu-se com quase 19 mil votos. Posteriormente, filiou-se ao PFL. Reelegeu-se novamente em 2006 (mais de 30 mil votos) e 2010. Em abril de 2012, foi um dos articuladores de uma CPI
Em 2015, foi condenado pelo TRE (Tribunal Regional Eleitoral) ao pagamento de multa máxima R$ 106.410, inelegibilidade por 8 ano e perda imediata do mandato, por desvios de dinheiro público no notório ''Caso das Subvenções''.